# Peter Lo Sui Yin

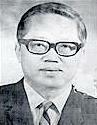
Peter Lo Sui Yin

Tan Sri Datuk Peter Lo Sui Yin (chinesisch 罗思仁) (* 19. Mai 1923 in Sandakan, Britisch-Nordborneo; † 1. Januar 2020 in Kota Kinabalu) war ein malaysischer Politiker und der 2. Ministerpräsident des Bundesstaats Sabah. Er folgte am 1. Januar 1965 Tun Fuad Stephens nach und wurde am 12. Mai 1967 von Tun Mustapha abgelöst. Peter Lo, ein Hakka, gehörte zur Partei Sabah Chinese Association (SCA).

## Leben
Peter Lo Sui Yin wurde am 19. Mai 1923 in Sandakan geboren. Er besuchte dort zunächst die Schule St. Mary und wechselte dann auf die St. Anthony’s Boy School nach Singapur. An der Victoria University of Wellington in Wellington, Neuseeland, erlangte er 1956 den Abschluss Bachelor of Laws.
Seinen beruflichen Werdegang begann er von 1958 bis 1962 als Stellvertretender Vorsitzender des Sandakan Town Board. Von 1961 bis 1962 war er Abgeordneter in der gesetzgebenden Versammlung von Nordborneo und in dieser Funktion auch Mitglied der Sabah Public Services Commission. 1963 zog er als Abgeordneter ins malaysische Parlament ein und wurde 1964 Bundesminister ohne eigenes Budget.
Die Sabah Chinese Association, zu der er gehört, war aus der Sabah National Party (SANAP) hervorgegangen. SANAP entstand 1962 aus der Verschmelzung der Democratic Party und der United Party die zunächst als Borneo Utara National Party (BUNAP) firmierte und sich 1963 in SANAP umbenannte.

## Auszeichnungen und Ehrungen
Am 12. Mai 2007 wurde ihm der Unity Award vom Yang di-Pertuan Agong verliehen.